# 台中市公車240路
台中市公車240路停駛前行駛自豐原東站經社口到忠義里，此路線大部份行駛於民生路。

## 歷史
- 2013年1月1日：6540〈豐原－忠義里〉移撥為臺中市公車240(豐原－忠義里)。
- 2013年9月30日：「大社」站更名為「岸裡國小」。
- 2014年6月1日：「忠義市場」站更名為「忠義市場（原民中心）」。
- 2015年12月21日：「楓樹腳」更名為「楓樹腳（上楓國小）」。
- 2016年3月15日：增停「月祥路361巷口」，將「忠義里」更名為「忠義里（中科實驗高中）」。
- 2016年10月16日：調整行駛動線至豐原東站，調整後將「和平街」、「豐原」站位裁撤。[2] [3]
- 2017年3月24日：「大雅澄清醫院」更名為「大明」。
- 2017年3月26日：配合豐原區「向陽路地下道填平工程」道路管制禁止通行，2017年3月26日至2017年8月31日止改道為「中正路－三豐路－圓環北路－豐勢路－豐原東站」，改道後行經之既有站位皆停靠。[4]
- 2017年9月1日：因向陽路地下道填平工程完工日期延期，故持續改道。恢復原行駛動線再另行公告。
- 2017年9月11日：向陽路地下道填平工程完工，恢復原行駛動線。
- 2018年4月4日：停駛。替代路線如下：
  - 「豐原東站－大雅、大雅分駐所」之替代路線：220路、220繞、228路、229路、239路
  - 「大雅、大雅分駐所－忠義里」之替代路線：6路、500路。

## 路線基本資料
全程行車里數約12.9公里，全程行車時間約30分。往豐原東站37站，往忠義里37站。
自豐原東站起，沿豐勢路、豐陽路、向陽路、中正路、中山路、民生路、民興街、中清路、月祥路到忠義里。

### 時刻表

#### 平日
- 時刻表僅供參考，請以豐原客運網站公告為準。

| 豐原東站開時刻 | 豐原東站開備註 | 忠義里開時刻 | 忠義里開備註 |
| 05:35          | -              | 06:05        | -            |

### 收費
- 依里程計費；刷電子票證10公里免費。
- 里程計費說明：
  - 基本里程：8公里。
  - 基本里程票價全票20元、半票11元。
  - 超過基本里程（8公里）計費方式：
    - 全票=[2.431 x 搭乘里程數x （1+5%營業稅）] （四捨五入）
    - 半票=[2.431 x 搭乘里程數x （1+5%營業稅）] x 50% （四捨五入）

  - 兒童、老人、身心障礙者及其陪伴者依規定半票收費。

### 停站
- 參見右側站牌路線圖。
- 路線圖更新時間為2017年7月9日。